# Tillandsia elizabethae
Tillandsia elizabethae är en gräsväxtart som beskrevs av Werner Rauh. Tillandsia elizabethae ingår i släktet Tillandsia och familjen Bromeliaceae. Inga underarter finns listade i Catalogue of Life.